# Abonament
Abonament – opłacone prawo do korzystania z określonego świadczenia, zazwyczaj wykupione przedterminowo przez abonenta na pewien okres. Najczęściej spotykany jest abonament miesięczny – płatny „z góry”. Przyjmuje formę karnetu będącego pisemną formą umowy zawartą między dwoma podmiotami: abonentem, a firmą świadczącą usługi stałe w czasie lub cykliczne. Opłatę abonamentową stosuje się zwyczajowo w przypadku, kiedy trudno jest określić ilość zużywanego dobra czy usługi lub wtedy, kiedy zużycie jest stałe i niewiele się zmienia w okresie rozliczeniowym.
Rodzaje i wysokości opłat abonamentowych są różne i zależą od dostawcy, rodzaju świadczonej usługi, terminów płatności i innych. Czasami są powiązane z dodatkowymi opłatami wyszczególnionymi w cenniku dostawcy/dostarczyciela.
Najczęściej spotykane usługi objęte opłatami abonamentowymi:
- utrzymanie linii telefonicznej
- utrzymanie stałego dostępu do Internetu
- utrzymanie stałego dostępu do telewizji kablowej/platformy satelitarnej.

Abonamentem często nazywa się też zryczałtowaną formę opłaty podatkowej związanej z korzystaniem z określonego dobra publicznego. Przykładem takiego abonamentu jest podatek od posiadania odbiorników radiowych i telewizyjnych, czy też abonament za prawo parkowania w strefie ograniczonego postoju